# مونشاگن
مونشاگن (به آلمانی: Mönchhagen) یک شهر در آلمان است که در Rostock District واقع شده‌است. مونشاگن ۱٬۱۰۶ نفر جمعیت دارد.